# Ogden Dunes
Ogden Dunes és una població dels Estats Units a l'estat d'Indiana. Segons el cens del 2000 tenia 1.313 habitants.

## Demografia
Segons el cens del 2000, Ogden Dunes tenia 1.313 habitants, 562 habitatges, i 417 famílies. La densitat de població era de 694,5 habitants/km².
Dels 562 habitatges en un 23,5% hi vivien nens de menys de 18 anys, en un 65,8% hi vivien parelles casades, en un 6% dones solteres, i en un 25,8% no eren unitats familiars. En el 20,5% dels habitatges hi vivien persones soles el 10% de les quals corresponia a persones de 65 anys o més que vivien soles. El nombre mitjà de persones vivint en cada habitatge era de 2,34 i el nombre mitjà de persones que vivien en cada família era de 2,7.
Per edats la població es repartia de la següent manera: un 18% tenia menys de 18 anys, un 3,4% entre 18 i 24, un 20,6% entre 25 i 44, un 37% de 45 a 60 i un 21% 65 anys o més.
L'edat mediana era de 49 anys. Per cada 100 dones de 18 o més anys hi havia 98 homes.
La renda mediana per habitatge era de 76.924 $ i la renda mediana per família de 90.719 $. Els homes tenien una renda mediana de 61.111 $ mentre que les dones 41.667 $. La renda per capita de la població era de 49.852 $. Entorn del 2,2% de les famílies i el 4,1% de la població estaven per davall del llindar de pobresa.

## Poblacions més properes
El següent diagrama mostra les poblacions més properes.